# Groupe volcanique Daisetsuzan

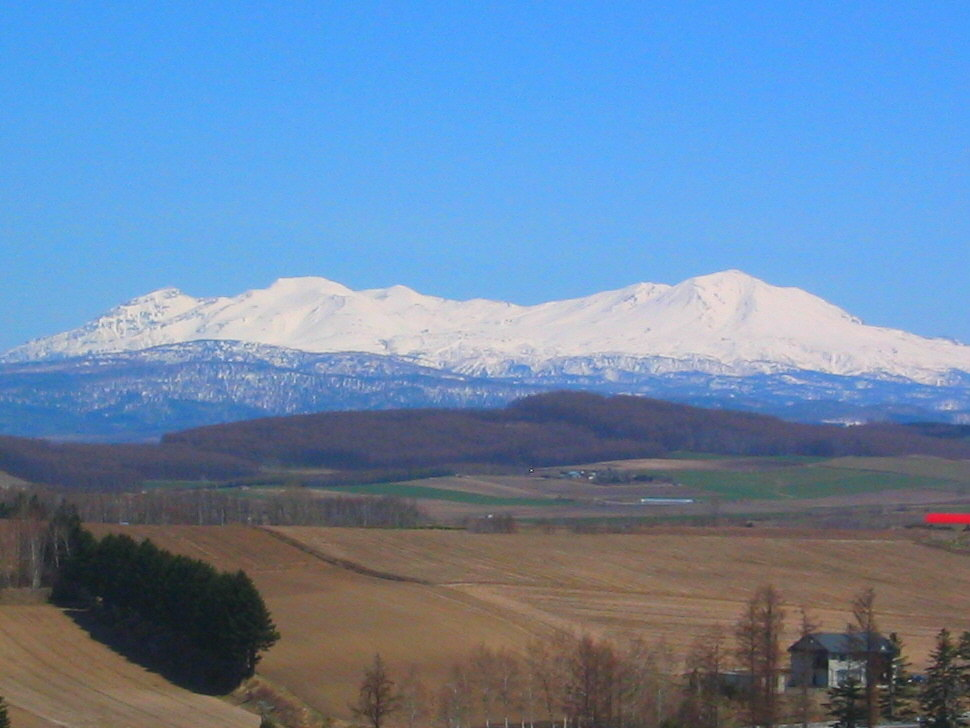
Vue de la ville de Biei

Le groupe volcanique Daisetsuzan (大雪山系, Daisetsu-zankei, également appelé Taisetsu-zan) est une chaîne de montagnes volcaniques d'une largeur de 2 km, disposée autour de la caldeira Ohachi-Daira (御鉢平) située dans l'île d'Hokkaidō du Japon. En langue aïnou, elle est connue sous le nom de Nutapukaushipe ou Nutaku Kamushupe (le « jardin des Dieux »). Ces sommets sont les plus élevés en Hokkaidō. Le groupe donne son nom au parc national de Daisetsuzan dans lequel il est situé.

## Géographie
Le groupe volcanique se trouve à l'extrémité nord du graben Daisetsu-Tokachi sur l'arc des Kuriles de la ceinture de feu du Pacifique. La zone volcanique se fait connaître grâce à un certain nombre de fumerolles et des sources chaudes naturelles.

## Liste des montagnes par altitude
Le groupe volcanique est formé des sommets suivants :
| Nom                                   | Altitude | Type         |
| ------------------------------------- | -------- | ------------ |
| Mont Asahi (旭岳, Asahi-dake)         | 2 291 m  | stratovolcan |
| Mont Hokuchin (北鎮岳, Hokuchin-dake) | 2 244 m  | dôme de lave |
| Mont Hakuun (白雲岳, Hakuun-dake)     | 2 230 m  | dôme de lave |
| Mont Kuma (熊ヶ岳,, Kuma-ga-dake)     | 2 210 m  | stratovolcan |
| Mont Pippu (比布岳, Pippu-dake)       | 2 197 m  | volcanique   |
| Mont Mamiya (間宮岳, Mamiya-dake)     | 2 185 m  | caldeira     |
| Mont Koizumi (小泉岳, Koizumi-dake)   | 2 158 m  | stratovolcan |
| Mont Hokkai (北海岳, Hokkai-dake)     | 2 149 m  | caldeira     |
| Mont Nokogiri (鋸岳, Nokogiri-dake)   | 2 142 m  | volcanique   |
| Mont Matsuda (松田岳, Matsuda-dake)   | 2 136 m  | caldeira     |
| Mont Ryōun (凌雲岳, Ryōun-dake)       | 2 125 m  | dôme de lave |
| Mont Naka (中岳, Naka-dake)           | 2 113 m  | caldeira     |
| Mont Aibetsu (愛別岳, Aibetsu-dake)   | 2 113 m  | volcanique   |
| Mont Aka (赤岳, Aka-dake)             | 2 078 m  | stratovolcan |
| Mont Eboshi (烏帽子岳, Eboshi-dake)   | 2 072 m  | stratovolcan |
| Mont Goshiki (五色岳, Goshiki-dake)   | 2 038 m  | -            |
| Mont Midori (緑岳, Midori-dake)       | 2 020    | -            |
| Mont Kuro (黒岳, Kuro-dake)           | 1 984 m  | dôme de lave |
| Mont Nagayama (水山岳, Nagayama-dake) | 1 978 m  | stratovolcan |
| Mont Keigetsu (桂月岳, Keigetsu-dake) | 1 938 m  | dôme de lave |